# Roinvilliers
Roinvilliers là một xã ở tỉnh Essonne thuộc vùng Île-de-France miền bắc nước Pháp.
Theo điều tra dân số năm 1999, dân số xã này là 61 người. Ước tính dân số năm 2007 là 76.
Danh xưng cư dân địa phương Roinvilliers trong tiếng Pháp là Roinvilliérains.